# Middlebourne
La ville de Middlebourne est le siège du comté de Tyler, situé en Virginie-Occidentale, aux États-Unis. Sa population s’élevait à 815 habitants lors du recensement de 2010, estimée à 758 habitants en 2018.
Middlebourne doit son nom à sa position centrale (« middle » signifiant « milieu ») : soit entre la Pennsylvanie et les puits de sels de la Kanawha ; soit entre la source et l'embouchure de la Middle Island Creek (en), qui traverse la ville.